# کورت بروگر
کورت بروگر (انگلیسی: Kurt Brugger؛ زادهٔ ۱۷ مارس ۱۹۶۹) لژسوار اهل ایتالیا است.